# Joseph Breitbach

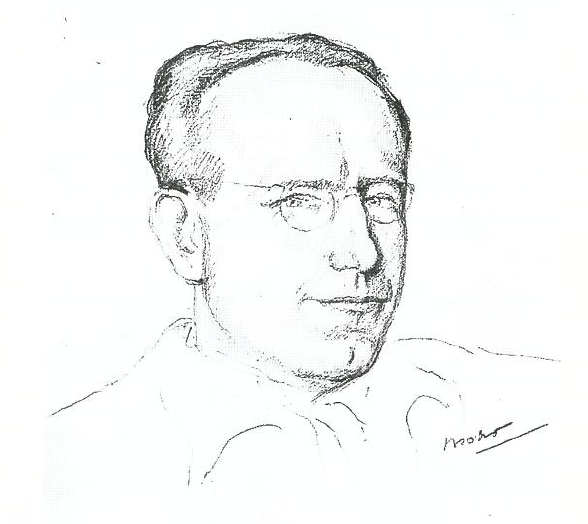
Joseph Breitbach (Porträt von Alexander Mohr)

Joseph Breitbach (* 20. September 1903 in Ehrenbreitstein; † 9. Mai 1980 in München) war ein deutsch-französischer Schriftsteller und Publizist, der sich seit seiner Übersiedlung nach Frankreich 1930 für eine Verbesserung der kulturellen und politischen deutsch-französischen Beziehungen einsetzte.
Zeit seines Lebens besessen von Politik, sozialen Themen, Literatur und Malerei, thematisierte er als einer der Ersten in seinen Erzählungen das Schicksal der Angestellten und interessierte sich für die Wirklichkeit des kleinen Mannes. Schon vor Hitlers Machtergreifung übersiedelte er nach Paris. Erst Anfang der 1960er Jahre nahm er zusätzlich Wohnung in München. Neben seiner kontinuierlichen Tätigkeit als Schriftsteller zwischen 1921 und 1980 nahm er als Berater und Publizist starken Einfluss auf die politischen und kulturellen Beziehungen zwischen Frankreich und Deutschland. Über Jean Schlumberger hatte er direkten Zugang zu hochgestellten Persönlichkeiten in der französischen Regierung, desgleichen in Deutschland durch General Hans Speidel. Breitbach setzte sich besonders nach dem Zweiten Weltkrieg für die deutsch-französische Verständigung ein.

## Leben

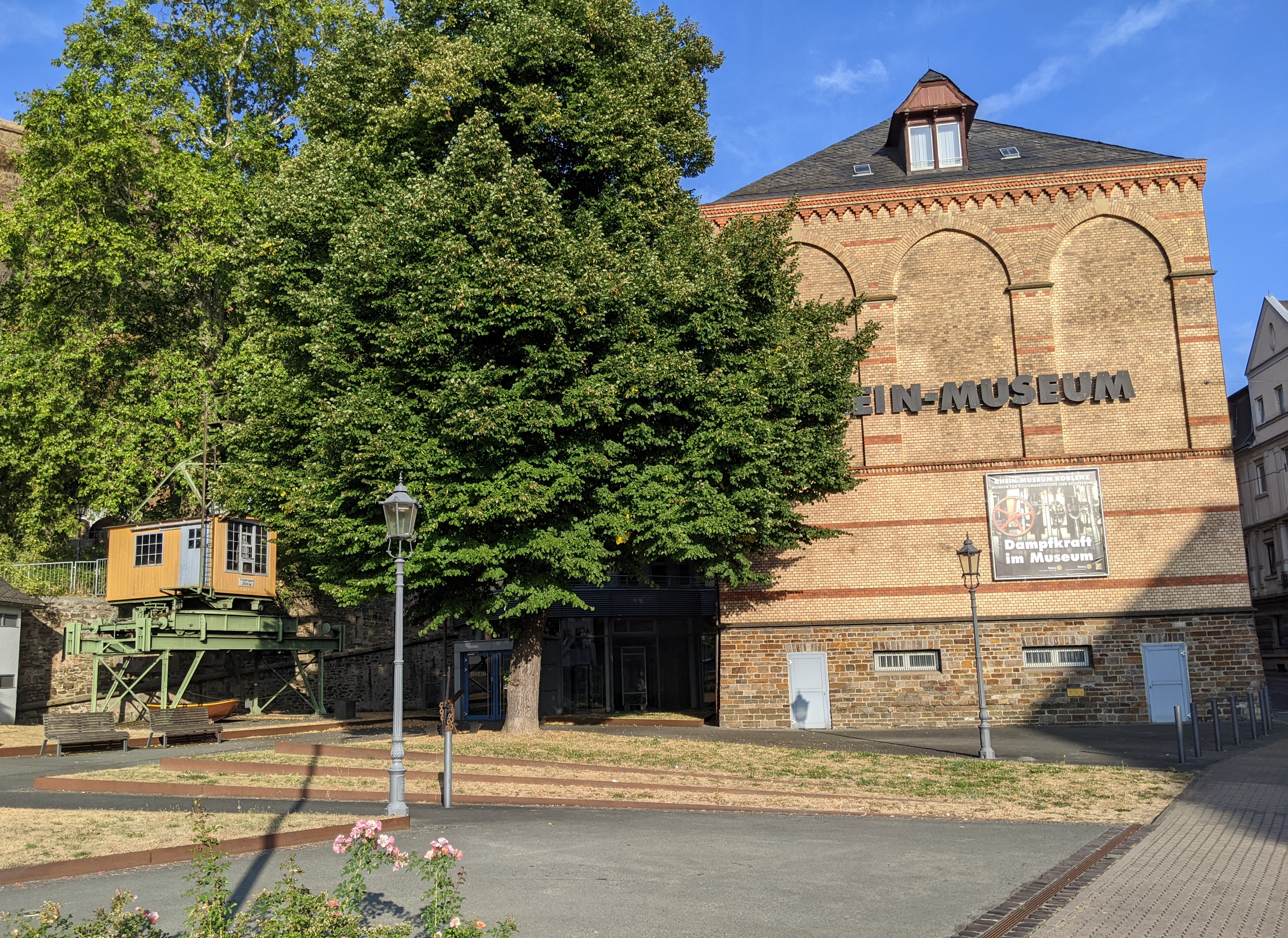
Geburtshaus von Breitbach (Rhein-Museum Koblenz)

Breitbach war der Sohn des Rektors der Ehrenbreitsteiner Volksschule. Er verließ das Koblenzer Kaiserin-Augusta-Gymnasium 1921 vor dem Abitur, um Buchhändler zu werden, und lernte bei der Koblenzer Tageszeitung Rheinische Rundschau Verlagskaufmann. Von 1925 bis 1928 arbeitete er als Buchhändler im Kaufhaus Landauer in Augsburg. Hier hatte er enge Kontakte zur KPD. Das Warenhaus entließ ihn nach Erscheinen der Erzählungen Rot gegen Rot. Die Augsburger Zeit war durch Reisen nach Berlin, Paris, Prag, Wien und München geprägt, bei denen er wichtige Kontakte zu Schriftstellern und Verlagsleuten knüpfen konnte. Breitbach unterhielt auch enge Kontakte zu Künstlern, er sammelte bereits in jungen Jahren Kunst.
Seit 1929 lebte Breitbach in Frankreich, ab 1931 in Paris, wo er auch als Geschäftsmann tätig war. Gleichzeitig schrieb er für französische Zeitungen. Am 2. November 1932 erschien im Berliner Kiepenheuer-Verlag sein erster Roman: Die Wandlung der Susanne Dasseldorf. 1933 wurden seine Bücher in Deutschland verboten. 1937 gab er seinen deutschen Pass zurück und beantragte die französische Staatsbürgerschaft. Vorerst war er staatenlos.
1939 wurde er als gebürtiger Deutscher interniert. Er entschied sich für die Mitarbeit in der Fremdenlegion und im französischen Geheimdienst. Nach dem deutschen Einmarsch in Paris 1940 beschlagnahmte die Gestapo Breitbachs Bibliothek und auch darin enthaltene Manuskripte von ihm. Ein Teil dieser Dokumente wurde später nach Schlesien gebracht, dort in der Endphase des Krieges von der Roten Armee erbeutet und nach Moskau verbracht. Später übergab die Sowjetunion die Papiere an die DDR, Breitbach erfuhr jedoch nie davon und glaubte bis zu seinem Tod, das Material sei vollständig vernichtet. Nach der Wiedervereinigung gelangte das Material dann zum Deutschen Literaturarchiv Marbach, wo es dem übrigen Nachlass Breitbach zugeordnet wurde. Große Teile der seinerzeit in Paris beschlagnahmten Papiere, darunter Breitbachs Tagebücher und angeblich auch das Libretto zu einer komischen Oper, das er eigener Angabe nach im Auftrag Paul Hindemiths geschrieben hatte, sind aber bis heute verschollen. Ein Europäisches Übersetzer-Kollegium in Straelen verfügt über einen Teilnachlass, insbes. seine Bibliothek.
1945 wurde Breitbach französischer Staatsbürger. Er setzte sich für deutsche Kriegsgefangene ein. Von 1948 bis 1951 publizierte die Wochenzeitung Die Zeit Beiträge Breitbachs über die Kultur und Politik Frankreichs. Durch geschickte Investitionen, teilweise beraten durch befreundete Industrielle und Bankiers, gelang es Breitbach, wirtschaftlich unabhängig zu werden. Ab 1961 hatte der Autor wieder einen zweiten Wohnsitz in Deutschland. 30 Jahre nach dem ersten Roman veröffentlichte Breitbach im Jahr 1962 seinen zweiten: Bericht über Bruno. Vor allem in den USA wurde das Werk ein großer Erfolg.
Breitbach übersetzte einige seiner Werke selbst ins Französische, wobei er auch kleinere Veränderungen in der Handlung vornahm. Allerdings ging er auch sonst äußerst kritisch mit seiner eigenen Arbeit um: Er überarbeitete seine Manuskripte mehrmals und war dann dennoch nicht damit zufrieden; so kam es, dass eine Anzahl größerer Werke nie fertiggestellt und nicht veröffentlicht wurde. Auch veröffentlichte, ältere Texte bewertete er später sehr kritisch und wollte sie nicht wieder neu abdrucken lassen – so wurde etwa der nach 1933 verbotene Roman Die Wandlung der Susanne Dasseldorf erst nach seinem Tod wieder neu aufgelegt, obwohl sich immer wieder interessierte Leser danach erkundigt hatten.
Mit zahlreichen Schriftstellern und Intellektuellen war Joseph Breitbach befreundet oder stand in brieflichem Austausch, beispielsweise Klaus Mann (mit dem er sich aber später zerstritt), Julien Green, Golo Mann und André Gide.
Breitbach förderte häufig junge Schriftsteller, von deren Talent er überzeugt war. Durch seine vielfältigen Beziehungen zu Verlegern und Literaturkritikern konnte er ihnen bei der Veröffentlichung ihrer Arbeiten behilflich sein, er sparte auch nicht mit Kritik an stilistischen Nachlässigkeiten und gab Hinweise zu ihrer Verbesserung. Zudem leistete er häufig finanzielle Hilfe, dies sogar über seinen Tod hinaus: In seinem Testament verfügte der Autor die Vergabe eines Preises an deutschsprachige Schriftsteller. Der nach ihm benannte Joseph-Breitbach-Preis wird alljährlich vergeben und von der gleichnamigen Stiftung in Vaduz finanziert. Er ist die höchstdotierte Auszeichnung für deutschsprachige Schriftsteller. Breitbachs Werke wurden in den letzten Jahren neu herausgegeben, so dass sein Werk neue Bekanntheit erhielt.

## Werke (Auswahl)
Von Breitbach stammen Romane, Erzählungen, Dramen, Komödien, Kritiken und Essays:
- Rot gegen Rot, Erzählungen, 1928
- Der Schuß im Tiergarten, Erzählung, 1930
- Der Lotteriegewinn, 1930
- Der Führer der Bande, 1931
- Die Wandlung der Susanne Dasseldorf, Roman, 1932
- Clemens, Erzählung, 1937
- Bericht über Bruno, Roman, 1962
- Die Jubilarin/Genosse Veygond/Requiem für die Kirche, 1972
- Die Rabenschlacht, Erzählungen, 1973
- Das blaue Bidet oder Das eigentliche Leben, Roman, 1978

## Ehrungen und Auszeichnungen
- 1956 – Ritter der Ehrenlegion
- 1962 – Bundesverdienstkreuz
- 1965 – Prix Combat (für Rapport sur Bruno)
- 1966 – Mitglied in der Bayerischen Akademie der Schönen Künste
- 1969 – Großes Bundesverdienstkreuz
- 1969 – Mitglied der Deutschen Akademie für Sprache und Dichtung
- 1975 – Kunstpreis des Landes Rheinland-Pfalz
- 1975 – Goethe-Medaille
- 1979 – Großes Bundesverdienstkreuz mit Stern

## Mitgliedschaften (Auswahl)
- Paul-Ernst-Gesellschaft